# Донна Саммер
До́нна Са́ммер (англ. Donna Summer, справжнє ім'я Лейдонна Гейнз (англ. Ladonna Gaines; 31 грудня 1948 — 17 травня 2012)) — американська співачка в стилі диско (пізніше госпел), лауреатка п'яти премій Греммі. Одна з найпопулярніших співачок 1970-х років, яка завоювала собі титул Королеви диско.
Створена разом з продюсером Дж. Мородером пісня «I Feel Love» стала однією з тих, що започаткувала моду на електронні звучання в танцювальній музиці.

## Життєпис
З дитинства Донна співала в церковному хорі, а пізніше виступала з різними бостонськими рок-гуртами. 1968 року вона переїхала до Західної Німеччини, де взяла участь у німецьких версіях опер «Hair» і «Porgy & Bess». Також у Німеччині Донна зустрілась і одружилась з австрійським актором Гельмутом Зоммером (Helmut Sommer), від прізвища якого й походить псевдонім співачки.
Перші сингли «The Hostage» і «Lady Of The Night» Донна записала в першій половині 1970-х під керівництвом відомих авторів-продюсерів Джорджіо Мородера і Піта Беллотта для мюнхенської фірми «Oasis». Обидва твори здобули чималий успіх, однак лише з появою чергового синглу «Love То Love You Baby» (автором і продюсером якого знову був Джорджіо Мородер) Донна Саммер стала всесвітньо популярною. Пісня з еротичним змістом, що пульсувала дискотечним ритмом електронних інструментів, 1975 року зачарувала весь світ, переважно завдяки популярності в США, де сингл видала фірма Ніла Богарта «Casablanca».
1977 року Донна Саммер потрапила на вершину британського чарту з витриманою в подібному стилі композицією «І Feel Love», успіх також приніс їй твір «Down Deep Inside», що походив із фільму режисера Пітера Йєйтса «The Deep». Наступного року співачка вже сама дебютувала як акторка в музичному фільмі «Thank God It's Friday» (режисер Роберт Клайн). Нагороджений «Оскаром» твір «Last Dance», який Саммер співала в цьому фільмі, приніс їй чергову «золоту платівку». Період 1978–1979 років Донна продовжила черговими сингл-бестселлерами, серед яких були: «Мас Arthut Park» (старий хіт з репертуару Річарда Харріса), «Hot Stuff», «Bad Girls» та виконаний у дуеті з Барброю Стрейзенд твір «No More Tears (Enough Is Enough)».
На початку 1980-х років співачка відійшла від музики диско, що викликало суперечки з Богартом і примусило укласти нову угоду на записи із фірмою Дейвіда Геффена. Також Саммер припинила співпрацю з творчою спілкою Мородер-Болотт і під впливом своєї релігійної метаморфози звернулась до музики соул та госпел. Однак у 1980-х роках на топ-аркуші потрапив лише єдиний її твір «Love Is In Control (Finder On The Trigger)», який продюсував Квінсі Джонс.
1987 року співачка нагадала про себе американській і європейській публіці великим турне. Двома роками пізніше на музичному ринку з'явився альбом «Another Place & Time», авторами і продюсерами якого була спілка Сток-Айткен-Вотерман, а за працею над лонгплеєм «Love Is Gonna Change» наглядали музиканти Civilles & Cole.
У 1990-х роках співачка продовжує намагатись подобатись публіці, яка розуміє її.
17 травня 2012 року Донна Саммер померла у своєму будинку у Флориді після довготривалої боротьби з раком легень. У співачки залишився чоловік, три доньки і четверо онуків.

## Дискографія
- 1975: Love To Love You Baby
- 1976: A Love Trilogy
- 1976: Four Seasons Of Love
- 1977: I Remember Yesterday
- 1977: Once Upon A Time
- 1978: Live & More
- 1979: Bad Girls
- 1979: On The Radio — Greatest Hits Volume 1 & 2
- 1980: The Wanderer
- 1980: Walk Away — Collector s Edition (The Best Of 1977–1980)
- 1982: Donna Summer
- 1983: She Works Hard For The Money
- 1984: Cats Without Claws
- 1985: The Summer Collection
- 1987: The Dance Collection
- 1987: All Systems Go
- 1989: Another Time & Place
- 1990: The Best Of Donna Summer
- 1990: Love Is Gonna Change
- 1991: Mistaken Identity
- 1993: The Donna Summer Anthology
- 1993: This Time I Know
- 1994: Christmas Spirit
- 1995: Nice To See You
- 1995: Shout It Out
- 1995: Endless Summer — The Very Best
- 1996: I'm A Rainbow

## Аудіо
- Donna Summer, «Love To Love You Baby»ⓘ, 1975, (фрагмент)
- Donna Summer, «I Feel Love»ⓘ, 1977